# 浙东八府
浙东又称浙东八府、上八府，是浙江历史文化分区，起源于唐代浙江东道，指原浙江省内以钱塘江为界，钱塘江以东的所有府州，与杭嘉湖平原的浙西「下三府」对立。八府即寧波府、紹興府、台州府、溫州府、處州府（今麗水市）、金華府、衢州府、嚴州府（今杭州市桐庐县、淳安县、建德市）。其中金、衢、嚴三府又可独稱「上三府」。

## 由來
早在战国时期，楚灭越以后，在钱塘江以西置江东郡，而以东为越人割据。汉以后，吴郡和会稽郡以钱塘江为界。唐肅宗時析江南東道為浙江東路和浙江西路，錢塘江以南稱浙東，以北稱浙西，而在这时浙东就有“上八府”的说法。 宋设两浙东路。元朝設浙東海右道；元末朱元璋設浙江行中书省，将宋元时期的两浙格局打破，錢塘江以南地勢較高的八個府也就是宋代兩浙東路，就稱為上八府。

## 文化
浙东地区自宋以来就是学术重地，儒学、佛学都非常发达，而浙东金华府在历史上有“江南邹鲁”的美誉。浙东学派源于二程学说，南宋时的“永嘉学派”、“金华学派”则为学术之先驱，相较之浙西学术，浙东更加注重历史研究，推崇精通一门的专家，注重实际利益，提倡“经世致用”，在地方修志方面起到了突出作用。其大家有如宋代叶适、明代王阳明、清末明初黄宗羲等。

## 相关
- 浙东、浙西、浙南、浙北、浙中
- 浙东行署
- 浙东经济区